# Eta Aurigae

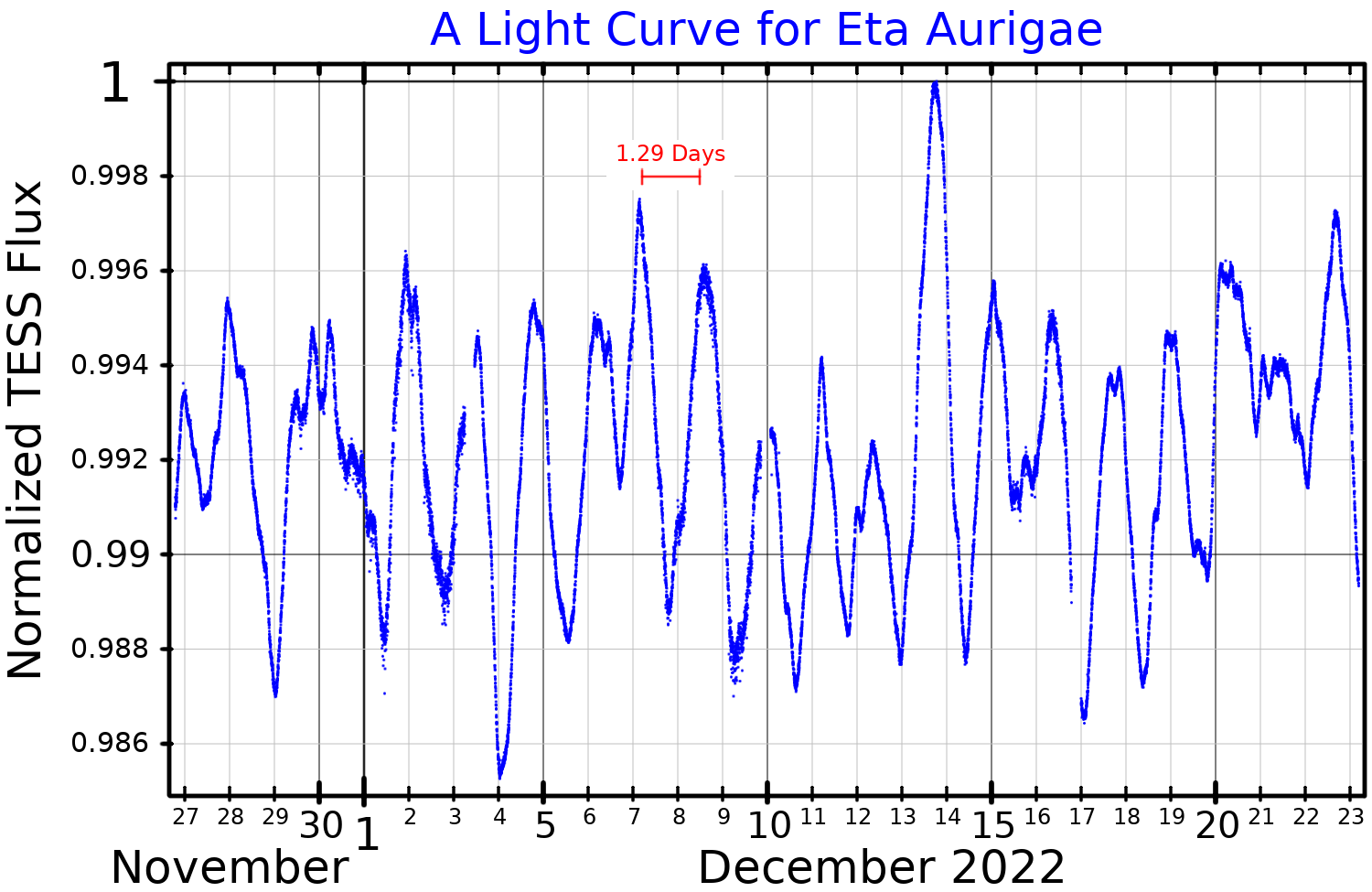
Lichtkromme van Eta Aurigae

Eta Aurigae is een ster in het sterrenbeeld Voerman. De ster staat ook bekend als Haedus II en heeft een afstand van 232,6 lichtjaar.